# الدوري النرويجي الممتاز 1991
الدوري النرويجي الممتاز 1991 (بالنرويجية: Tippeligaen 1991)‏ هو الموسم 47 من  الدوري النرويجي الممتاز. أقيم خلال الفترة 27 أبريل 1991 وحتى 13 أكتوبر 1991، وكان عدد الأندية المشاركة فيه  12، وفاز فيه نادي فيكينغ.